# 朝野类要
朝野类要，宋朝筆記，趙升撰。全书共五卷。
趙升之籍贯无考。此書具有的辞书特徵，主要是对宋代朝廷的各种典章制度、政策法规以及与此习俗和用语进行的解释，“较之小说家流资嘲戏、识神怪者，固迥殊矣”。例如《朝野类要》卷四提到万言书，“上进天子之书也。”全书共五卷，20小类，僅二萬餘字，尤其详于官制、考试、礼制等方面。南宋端平三年（1236）由赵升刊行，但沒流行，《宋史·艺文志》没有著录。